# Smiths Group
La Smiths Group è una società britannica attiva nel campo della manifattura e dell'ingegneria fondata nel 1851 da Samuel Smith come Samuel Smith & Son Co. con sede a Londra, quotata alla Borsa di Londra e facente parte dell'indice FTSE 100.

## Storia
L'azienda origininarimanete era stata fondata come gioielleria con il nome di Smith & Sons fondata dall'orologiaio e imprenditore Samuel Smith. Fornendo i suoi orologi e strumenti di misurazione all'ammiragliato britannico, l'azienda crebbe rapidamente e si espanse fino a diventare un produttore di orologi, diamanti e strumentazione automobilistica. Il 21 luglio 1914, l'impresa si trasformò in società per azioni, mantenendo questo status societario per più di cento anni. Per gran parte del ventesimo secolo, Smiths Group è stato il fornitore di strumentazioni per le case automobilistiche e motociclistiche britanniche come contagiri o tachimetro, assumendo la denominazione di Smiths Industries Ltd nel 1960. 
Durante gli anni '80 e '90, l'azienda ha subito una fase di ristrutturazione, cedendo la sua divisione automobilistica per concentrarsi in tre settori con le divisioni Smiths Industrial, Smiths Medical Systems (fornitore di dispositivi e apparecchiature mediche) e Smiths Aerospace and Defence (attiva in ambito militare). 
Il 30 novembre 2000 il nome della società è stato cambiato in Smiths Group plc. Il 4 dicembre 2000, è stato annunciato che Smiths aveva completato una fusione con TI Group, società che deteneva interessi nel settore aerospaziale, delle guarnizioni industriali e delle parti automobilistiche. Durante l'anno successivo, Smiths Group trasferì la sua attività automobilistica appena acquisita in un'entità aziendale separata, creando TI Automotive, prima dei piani di cessione. Nel luglio 2002, Smiths Group ha fondato una quarta divisione, Smiths Detection, specializzata nella produzione di sensori e altre apparecchiature per il rilevamento di armi, esplosivi, contrabbando e varie sostanze pericolose.
All'inizio degli anni 2000, la filiale aerospaziale di Smith, Smiths Aerospace, era un settore in crescita del gruppo; riforniva sia il mercato aerospaziale militare che quello civile, avendo deliberatamente mirato a una divisione 50/50 tra i due settori. Nel 2002, circa la metà delle entrate della divisione provenivano dal mercato nordamericano.  Storicamente, Smiths Group è stato posizionato come fornitore aerospaziale di primo livello, spesso alla ricerca di opportunità di acquisizione rilevanti per promuovere la propria presenza nel settore. Nell'ottobre 2004, Smiths Aerospace ha acquistato Integrated Aerospace, un fornitore americano di apparecchiature.  All'inizio del 2007, GE Aviation, una divisione del conglomerato americano General Electric, annunciò che avrebbe acquisito Smiths Aerospace per 4,8 miliardi di dollari. Smiths Group ha dichiarato di aver scelto di vendere la propria divisione aerospaziale, che all'epoca era redditizia, per investire in altre aree di attività. Questo trasferimento di proprietà richiedeva l’approvazione delle autorità di regolamentazione antitrust sia in Europa che negli Stati Uniti.
Nel settembre 2011, Smiths Group ha acquisito l'impresa di tecnologia energetica con sede in America, Power Holdings Inc., per 145 milioni di sterline. Il 21 aprile 2016 è stato annunciato che Smiths Group era in procinto di acquisire Morpho Detection LLC, una filiale di Safran con sede negli Stati Uniti; è stato integrato nella divisione Smiths Detection.
Durante gli anni 2010, Smiths Group ha notevolmente aumentato gli investimenti nei suoi programmi di ricerca e sviluppo. Come parte di questi sforzi, è stata creata una Digital Forge in California. Nel 2018 la società ricavava il 15% delle sue entrate dagli sforzi di sviluppo di nuovi prodotti; il management ha dichiarato che intendeva ottenere il 40% dei ricavi futuri attraverso tali fonti.
Nel gennaio 2022, ICU Medical ha completato l'acquisizione della divisione medica di Smiths Group.
Smiths Group ha fornito componenti per l'atterraggio della missione Chandrayaan-3 sul lato oscuro della luna nell'agosto 2023.